# سامح الزهار
سامح الزهار هو أحد أبرز علماء الآثار الإسلامية في مصر، ولد في مدينة المنزلة بمحافظة الدقهلية وهو من أشهر الباحثين والكتاب الصحفيين في التاريخ الإسلامي والآثار الإسلامية بجميع الصحف والمجلات المصرية وبأغلب الصحف العربية.
تخرج في كلية الآداب جامعة المنصورة قسم الآثار الإسلامية، له العديد من الأبحاث العلمية القيمة وقد قام بمجموعة أبحاث آثاريه أثناء تواجده بدولة الإمارات العربية المتحدة كما أنه قدم محاضرات عن الحضارة المصرية بمتاحف الإمارات للتعريف بأهمية الحضارة المصرية.
يعمل حاليا بوزارة الآثار المصرية وقد شارك في العديد من المؤتمرات الاثرية كما أنه عضو مؤسس بأول نقابة للآثريين المصريين، والمدير التنفيذي لرابطة الاثاريين بالدقهليه، وعضو جمعية الاثريين المصريين.
شارك في العديد من اللقاءات التليفزيونيه والاذاعيه كان بعضها من تقديمه للحديث عن وضع الآثار في مصر والمنطقة العربية وأيضا رفع الوعي المجتمعي بأهمية التاريخ والآثار وتقديمها للجمهور بصوره مبسطه ورفع مفهوم القيمة لدي المشاهد.